# Мінерали переміщені
Мінерали переміщені (рос. минералы перемещенные, англ. displaced minerals; нім. verlagerte, verschobene Minerale n pl) — мінерали, які утворилися у мінеральних родовищах або гірських породах під впливом, головним чином, перегрітої, інколи холодної води або газів при опусканні та піднятті окремих блоків земної кори.